# Populus platyphylla
Populus platyphylla är en videväxtart som beskrevs av T.Y. Sun. Populus platyphylla ingår i släktet popplar, och familjen videväxter. Inga underarter finns listade i Catalogue of Life.
Arten förekommer i nordöstra Kina och södra Mongoliet 